# دوردن
latitudeدوردنlongitudeدوردن
دوردن (به انگلیسی: Dordon) یک روستا و بلوک شهری در بریتانیا است که در انگلستان واقع شده‌است.

## خصوصیات
دوردن ۳٬۲۲۵ نفر جمعیت دارد.